# Klöverfly
Klöverfly, Anarta trifolii är en fjärilsart som först beskrevs av Johann Siegfried Hufnagel 1766. Enligt Dyntaxa ingår klöverfly i släktet Anarta men enligt Catalogue of Life är tillhörigheten istället släktet Discestra. Enligt båda källorna tillhör klöverfly familjen nattflyn, Noctuidae. Arten har livskraftiga, (LC) populationer i både Sverige och Finland. Två underarter finns listade i Catalogue of Life, Discestra trifolii albifusca Walker, 1857 och Discestra trifolii latemarginata Wiltshire, 1976.

## Bildgalleri

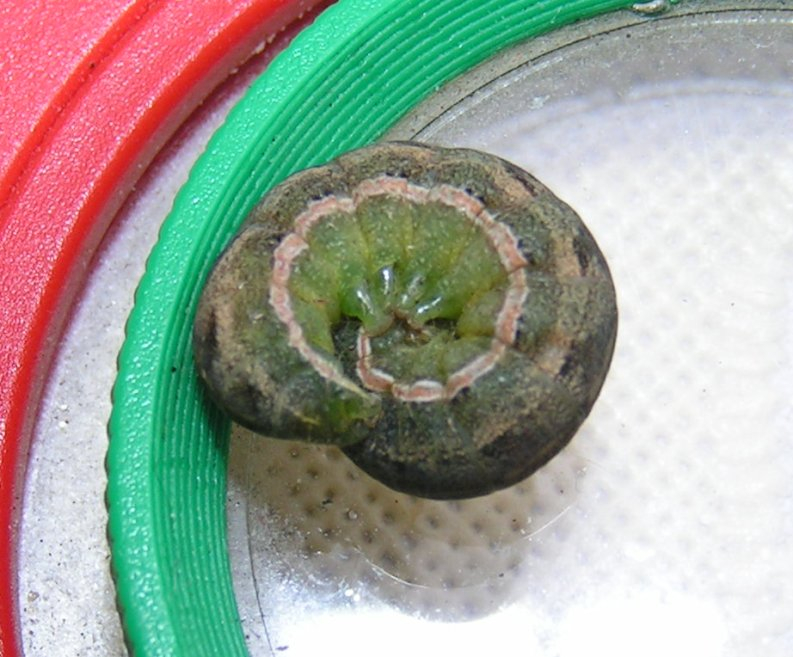
Fjärilens larv
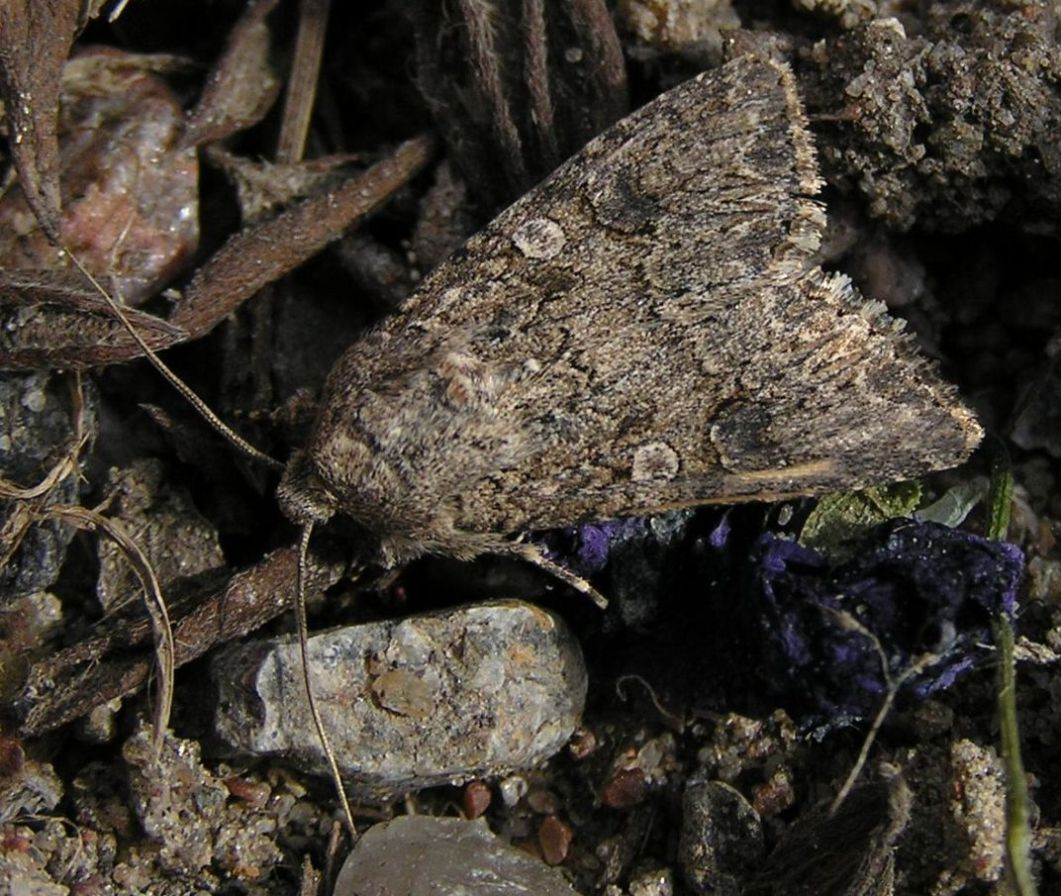
Imago fjäril, grå individ
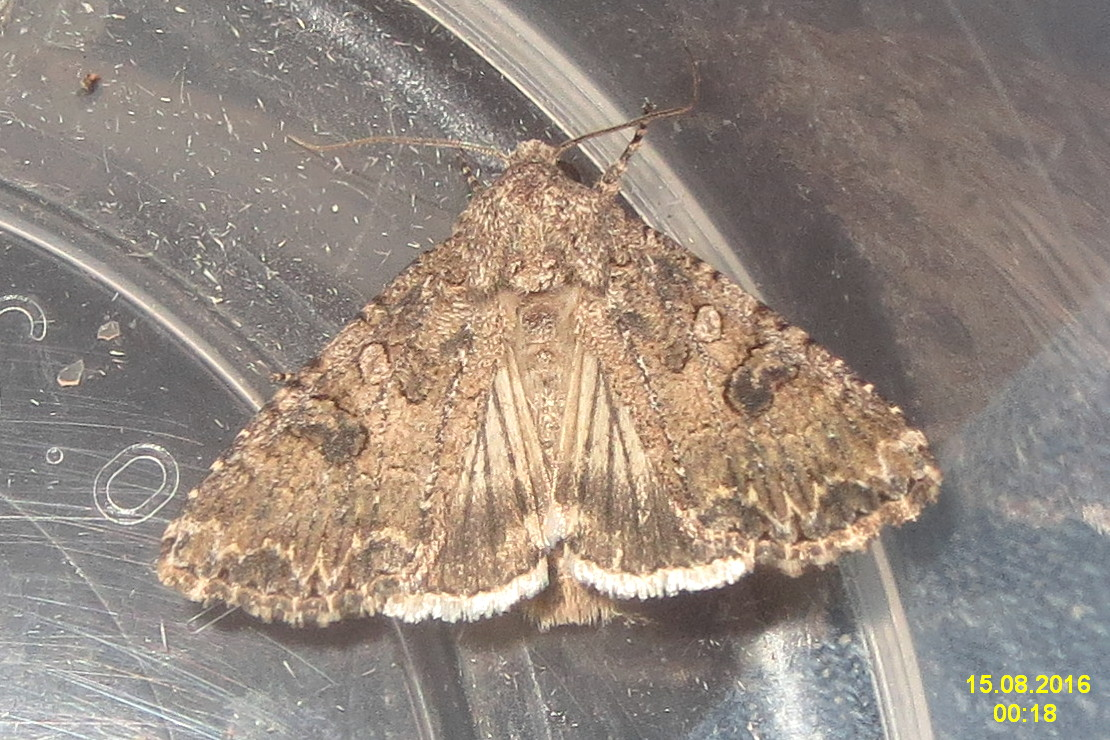
Imago fjäril, beige individ